# Marie-Christine Aulas
Marie-Christine Aulas (ur. 10 marca 1945 w Oranie, zm. 27 czerwca 2024) – francuska polityk, politolog i publicystka, od 1989 do 1991 posłanka do Parlamentu Europejskiego III kadencji.

## Życiorys
Ukończyła studia antropologiczne i obroniła doktorat z zakresu politologii w Paryżu. Pracowała jako dziennikarka, publikowała artykuły m.in. w „Le Monde diplomatique”. W latach 80. współpracowała z magazynem „Middle East Report” wydawanym przez grupę badawczą MERIP. Była autorką i współautorką książek dotyczących polityki i społeczeństw Bliskiego Wschodu, Dalekiego Wschodu oraz Afryki (w szczególności Egiptu).
Należała do Zielonych. W 1989 została wybrana z ich listy do Parlamentu Europejskiego III kadencji. Dołączyła do grupy zielonych, została m.in. wiceprzewodniczącą Komisji ds. Rozwoju i Współpracy oraz delegatką do Wspólnego Zgromadzenia Porozumienia między państwami Afryki, Karaibów i Pacyfiku oraz EWG. Z Europarlamentu odeszła 10 grudnia 1991 (podobnie jak większość Zielonych zrezygnowała w połowie kadencji); zastąpiła ją Renée Conan. W 1994 bezskutecznie ubiegała się o ponowny wybór.